# Bulbostylis schomburgkiana
Bulbostylis schomburgkiana är en halvgräsart som först beskrevs av Ernst Gottlieb von Steudel, och fick sitt nu gällande namn av Mark T. Strong. Bulbostylis schomburgkiana ingår i släktet Bulbostylis och familjen halvgräs. Inga underarter finns listade i Catalogue of Life.